# Penescosta harperensis
Penescosta harperensis är en snäckart som beskrevs av Tom Iredale 1945. Penescosta harperensis ingår i släktet Penescosta och familjen Charopidae. Inga underarter finns listade i Catalogue of Life.